# Licencia permisiva
Una licencia libre permisiva, también conocida como minimalista o liberal,[cita requerida] es una licencia libre flexible respecto a la distribución, de modo que la obra pueda ser redistribuida como libre o privativa.
La característica peculiar de estas licencias se debe a que no poseen copyleft (licencia permisiva)), ya que el trabajo derivado no tiene por qué mantenerse con el mismo régimen de derechos de autor que el original. Esto maximiza la libertad para quien recibe el software y quiere desarrollar algo derivado, permitiéndole elegir entre el amplio abanico de licencias existentes. No obstante, desde el punto de vista del autor original y los futuros usuarios, esto se puede considerar como una amenaza a su libertad; en el sentido de que las licencias permisivas abren la posibilidad de que el intermediario haga desaparecer las libertades.
Los ejemplos más conocidos de este tipo de licencias son la Licencia MIT y la Licencia BSD. Si bien el dominio público no es una licencia de derecho de autor (sino la ausencia de derecho de autor), se considera que las licencias permisivas están entre las más parecidas a ese primero; algunas llegando a ser extremadamente simples y con escasos requerimientos.
En la Convención BSD de 1999, Kirk McKusick expuso en tono de broma: 

"De la manera que se caracterizaba políticamente, tenías el copyright, que es lo que usan las grandes empresas para trancar todo; tenías el copyleft, que es la forma que tiene el software libre de asegurarse de que no puedan trancar todo; y después Berkeley tenía lo que le llamábamos el 'copycenter', que es 'llévalo al centro de copias [copy center] y haz tantas copias como quieras'".

En realidad, el copyleft también permite hacer copias libremente. No obstante, la frase describe la despreocupación de los usuarios de las licencias permisivas por la discusión.

## Compatibilidad con la GPL
Algunas licencias de software libre permisivas contienen cláusulas que impiden la compatibilidad con la GPL, por ejemplo algunas versiones de la Licencia BSD. que incluyen la cláusula de publicidad o la Licencia PHP; pese a ser licencias de software libre, son incompatibles con la GPL.
En cambio, también hay licencias de software libre permisivas que sí son compatibles con la GPL, como la Licencia MIT, la Zlib License o la Licencia BSD de 3 cláusulas..